# 辛祕
辛秘（758年—821年1月18日），字藏之，陇西郡狄道县人，唐朝大臣。
年轻时好学。贞元年间举明经，中《五经》、《开元礼》科，授华原尉，调补长安县尉。高郢推荐他为太常博士，历任祠部员外郎、兵部员外郎。元和初年，拜湖州刺史，参与平定李錡叛乱。苏州、常州、睦州、杭州等四州刺史迎战大败。叛军以辛秘是儒者，有所轻视。他乘敌未至，募壮士数百阻击，大胜，湖州得安，从此以材堪将帅知名。河东节度使范希朝讨伐王承宗，他担任河东行军司马。后来入朝为左司郎中，出任汝州刺史。元和九年（814年）为谏议大夫、常州刺史，选为河南尹。元和十二年（817年），任检校工部尚书、潞州大都督府长史、御史大夫、昭义军节度使。潞州用兵之后，财政凋敝，遂量入为出，节约开支，疗救战争创伤，经四年治理，泽潞富庶，兵粮充足，府库充盈，为时所称。元和十五年十二月十一日（821年1月18日），辛秘去世，虚岁六十四，追赠左仆射，谥号昭。

## 家庭

### 夫人
- 河东裴氏，少府少监裴安期曾孙女，左散騎常侍裴后己孙女，赠大理卿裴郜之女

### 子女
- 辛少穆，试大理评事
- 辛幼直
- 辛幼恭，试左金吾衛兵曹參軍
- 辛长顺，滑州参军
- 辛行质，郑州中牟县尉
- 辛仲邕，汝州郏城县主簿
- 辛仲和
- 辛行俭
- 辛氏，长女，嫁吏部員外郎陈郡殷台
- 辛氏，次女，嫁御史中丞陇西军牛僧孺
- 辛氏，三女，辛秘死时未嫁
- 辛氏，三女，辛秘死时未嫁

## 延伸阅读
[在维基数据编辑]
 《舊唐書·卷157》，出自刘昫《舊唐書》
 《新唐書·卷143》，出自《新唐書》